# Mulheres nas Forças de Defesa de Israel

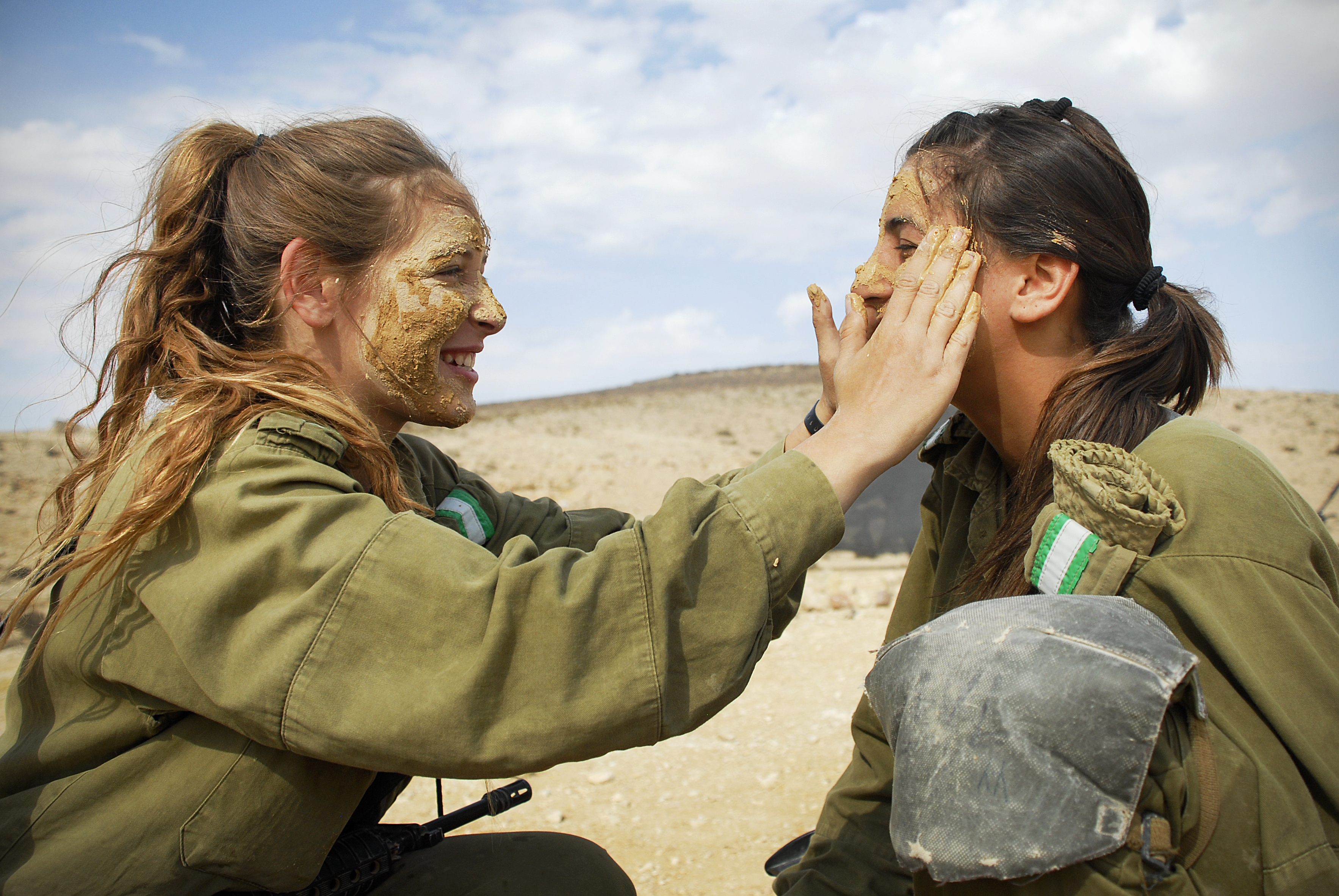
Instrutoras de infantaria israelenses se preparando para um exercício de combate, 2010.

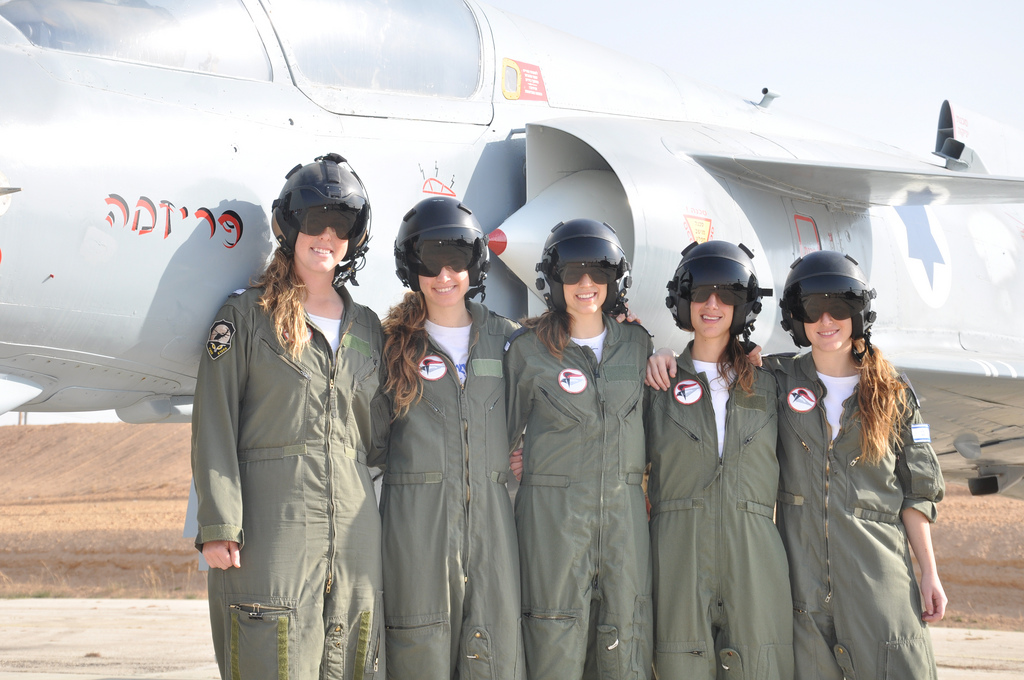
Graduadas do curso de voo da Força Aérea de Israel, 2011.

As mulheres nas Forças de Defesa de Israel tiveram uma presença significativa na cena política do país desde sua independência em 1948. Israel é um dos poucos países do mundo a ter um requisito de serviço militar obrigatório para mulheres, embora o recrutamento feminino seja limitado àquelas que são judias étnicas.
De acordo com estatísticas militares israelenses, 535 mulheres soldados foram mortas enquanto serviam entre os anos de 1962 e 2016. A integração feminina regulamentada de Israel nas forças armadas é anterior ao seu estabelecimento formal em 1948, quando as mulheres do Yishuv serviram nas fileiras de várias forças paramilitares judaicas durante a Guerra da Palestina de 1947-1949. Uma emenda legal de 1999-2000 à Lei de Igualdade de Direitos das Mulheres de 1951 iguala totalmente - embora separadamente - homens e mulheres nas forças armadas.
Até 2001, as recrutas serviam no Corpo Feminino, comumente conhecido por sua sigla hebraica: CHEN. Após um período de cinco semanas em treinamento básico, elas poderiam servir como escriturárias, motoristas, assistentes sociais, enfermeiras, operadores de rádio, controladores de vôo, material bélico e instrutoras de cursos. Desde 2011, 88% de todas as funções nas Forças de Defesa de Israel (FDI) foram abertas a candidatas do sexo feminino, enquanto as mulheres podem ser encontradas ocupando 69% de todas as posições disponíveis.
Em 2014, as FDI afirmaram que menos de 4% das mulheres estão em posições de combate, como infantaria leve e helicópteros ou pilotos de caça, e que, em vez disso, estão concentradas em posições de "apoio ao combate".

## História

### Pré-independência

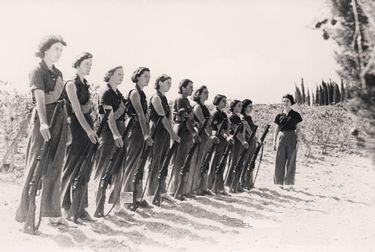
Mulheres do Yishuv em treinamento em Mishmar HaEmek durante a Guerra da Palestina de 1947-1949.

Antes do estabelecimento formal de Israel em 1948, as mulheres serviam em funções de combate dentro dos grupos paramilitares judeus da Palestina britânica que mais tarde se tornariam o componente central das Forças de Defesa de Israel (FDI); a taxa de mulheres alistadas em organizações de combate ficou em 20%. Nos anos que antecederam o estabelecimento do Tsahal, o serviço militar para mulheres existia nas linhas das forças paramilitares Hashomer e Haganá. O Haganá declarou em sua lei que suas regras estavam abertas a "Todo judeu, homem ou mulher, que esteja preparado e treinado para cumprir a obrigação de defesa nacional". A maioria das recrutas atuava como médicas, especialistas em comunicação e armeiras. Durante a Segunda Guerra Mundial, aproximadamente 4.000 mulheres se ofereceram como voluntárias para servir nas forças de assistência britânicas.
Durante a década de 1940, em Tel Aviv, foi estabelecido um batalhão no qual as mulheres ocupavam cargos de segurança, transporte de armas e postos antiaéreos. Durante o inverno de 1948, as mulheres se juntaram às fileiras de combate do Palmach e viajaram de Tel Aviv a Jerusalém com suas armas escondidas dentro de suas roupas. O braço do Palmach (30% dos quais eram mulheres) treinou nove comandantes de pelotão e várias outras comandantes de grupo de combate.

### Guerra de Independência (1948)

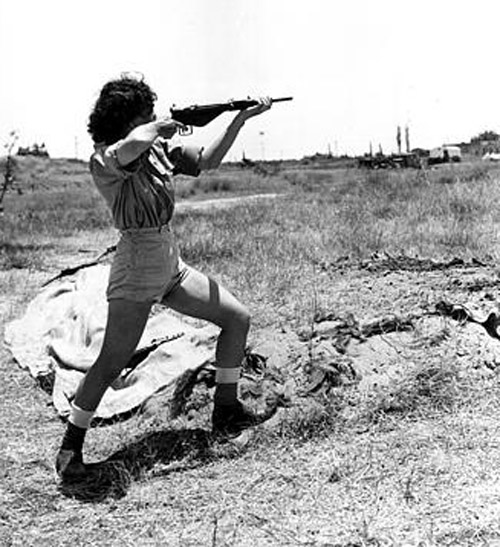
Oficial feminina do Haganá em uma demonstração de manuseio da submetralhadora Sten durante a Guerra Árabe-Israelense de 1948.

Em 26 de maio de 1948, David Ben-Gurion estabeleceu oficialmente as FDI como a força militar de Israel. Em 18 de agosto de 1948, o recrutamento obrigatório começou para todas as mulheres israelenses sem filhos que nasceram entre 1920 e 1930, independentemente de serem solteiras ou casadas.
As mulheres serviam em muitos cargos, inclusive como enfermeiras, operadoras de comunicações, motoristas, escriturárias e cozinheiras. O Corpo de Mulheres, sob o qual serviam todas as mulheres soldados israelenses, era responsável por cuidar de suas necessidades, treinamento e integração em diferentes unidades do Tsahal. O Corpo de Mulheres também enviou soldados jovens e qualificadas para serem professoras nas áreas então subdesenvolvidas de Israel e nos bairros de imigrantes.

### Pós-independência
O exército é o símbolo supremo do dever e enquanto as mulheres não forem iguais aos homens no desempenho desse dever, elas ainda não alcançaram a verdadeira igualdade. Se as filhas de Israel estiverem ausentes do exército, então o caráter do Yishuv estará distorcido.

David Ben-Gurion, primeiro primeiro-ministro israelense
Além da Guerra Árabe-Israelense de 1948, quando a escassez extrema de mão-de-obra trouxe muitas mulheres soldados israelenses para as batalhas terrestres, as mulheres foram historicamente proibidas pelo governo israelense de engajarem-se em batalha e, em vez disso, serviram em uma variedade de funções de suporte técnico e administrativo. Logo após o estabelecimento das FDI, um decreto para a remoção de mulheres das posições de linha de frente entrou em vigor e todas as mulheres soldados foram puxadas de volta para áreas mais seguras. A justificativa citada para esta decisão girava em torno de preocupações sobre a alta possibilidade de soldados israelenses serem capturadas e posteriormente estupradas ou agredidas sexualmente por forças árabes hostis. Embora o consenso fosse de que era justo e equitativo exigir igual sacrifício e serviço das mulheres, argumentou-se que o risco de prisioneiros de guerra israelenses serem submetidos a abuso sexual era infinitamente maior para soldados do sexo feminino do que para soldados do sexo masculino e, portanto, inaceitável. A maioria das mulheres servindo no Tsahal assumiu cargos como secretárias, enquanto o restante serviu principalmente como instrutoras, enfermeiras, escriturárias e telefonistas. Algumas mulheres voaram em missões de transporte na década de 1950; algumas mulheres foram aceitas no treinamento de vôo na década de 1970, mas não concluíram o programa antes dele ser fechado para mulheres. Yael Rom, a primeira mulher piloto treinada pela Força Aérea de Israel, ganhou suas asas em 1951.
Hava Inbar, uma advogada, foi nomeada juíza do tribunal militar israelense em Haifa em setembro de 1969, tornando-se assim a primeira juíza militar do mundo. Ela declarou em uma entrevista: "Não sei se quero ser juíza militar por toda a minha vida, mas estou feliz por ter sido nomeada; isso prova que as FDI deixam quase todas as portas abertas para suas mulheres soldados." Devido a uma necessidade crescente de forças terrestres durante a Guerra Árabe-Israelense de 1973, as mulheres eram necessárias em funções de campo. De acordo com Rina Bar-Tal, então presidente da Rede Feminina de Israel, funções para mulheres além do suporte técnico e de secretariado só começaram a se abrir no final dos anos 1970 e início dos anos 1980 devido à escassez de mão-de-obra. Desde então, algumas mulheres ganharam postos superiores ao de coronel. Em 1986, Amira Dotan, então chefe do Corpo de Mulheres, tornou-se a primeira mulher general-de-brigada. Em julho de 2018, a capitã das FDI Or Naʽaman ordenou que uma bateria de mísseis Patriot abatesse um drone sírio e um caça a jato sobre as colinas de Golã, o que lhe rendeu um certificado militar de reconhecimento.

Oficiais militares israelenses formandas, 1950.
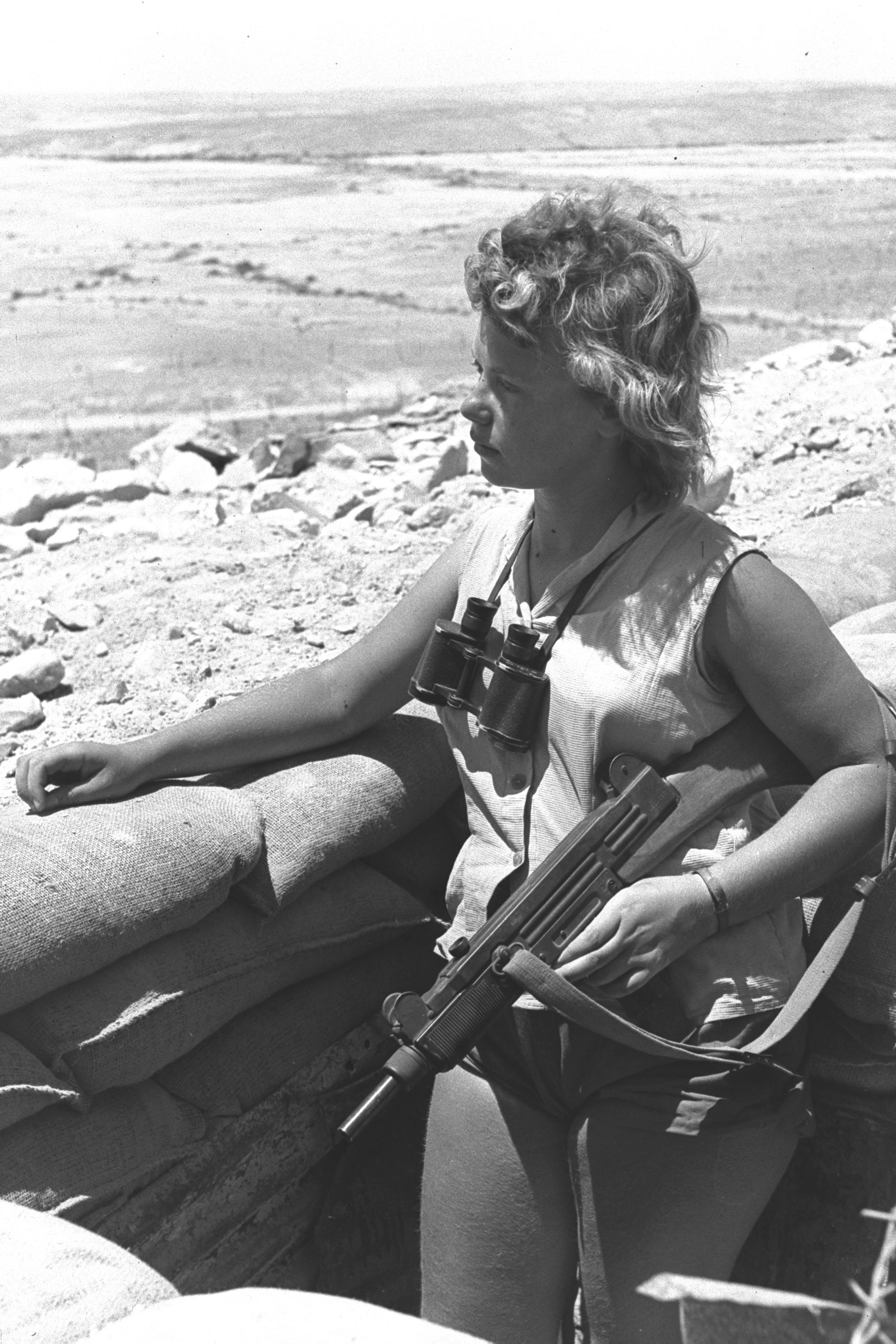
Guarda feminina da milícia israelense, armada com Uzi, no Negev, durante o período de operações de represália, 1956.
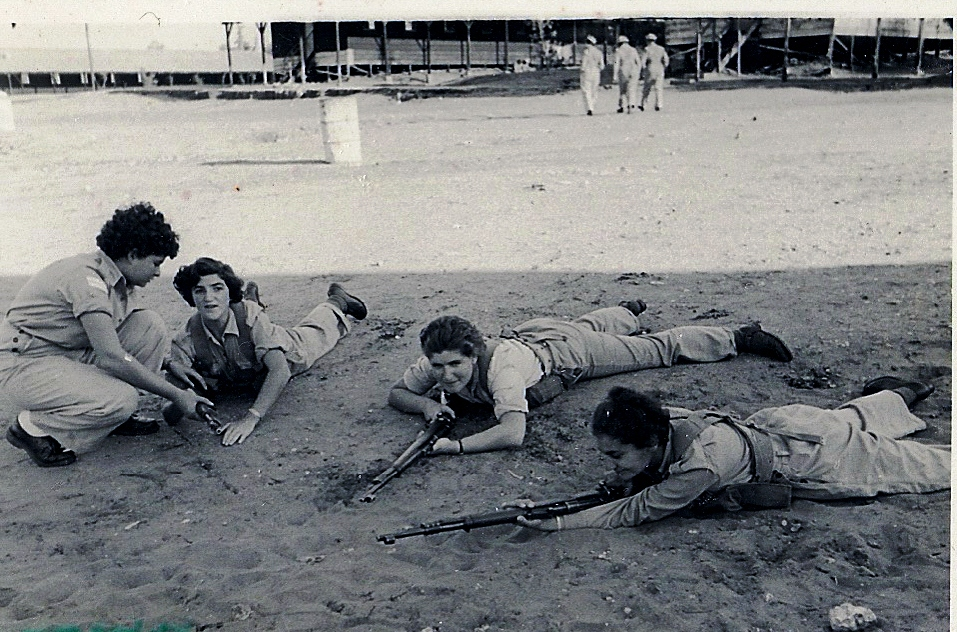
Mulheres soldados israelenses em treinamento, 1953–1954.
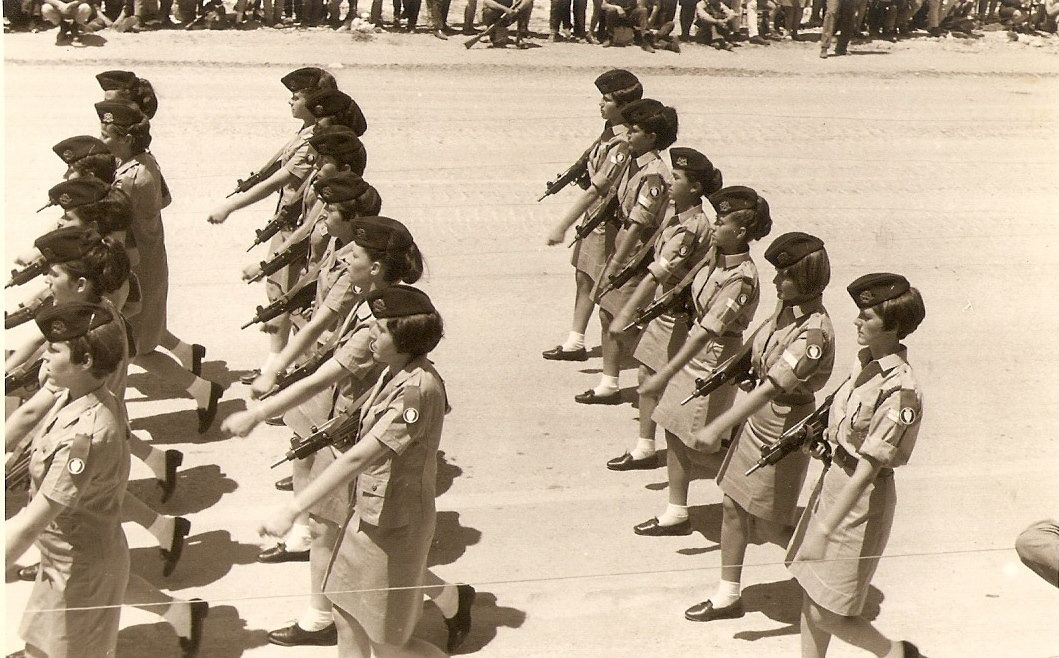
Mulheres soldados israelenses durante um desfile em Jerusalém após a Guerra dos Seis Dias, 1968.

## Igualdade de gênero

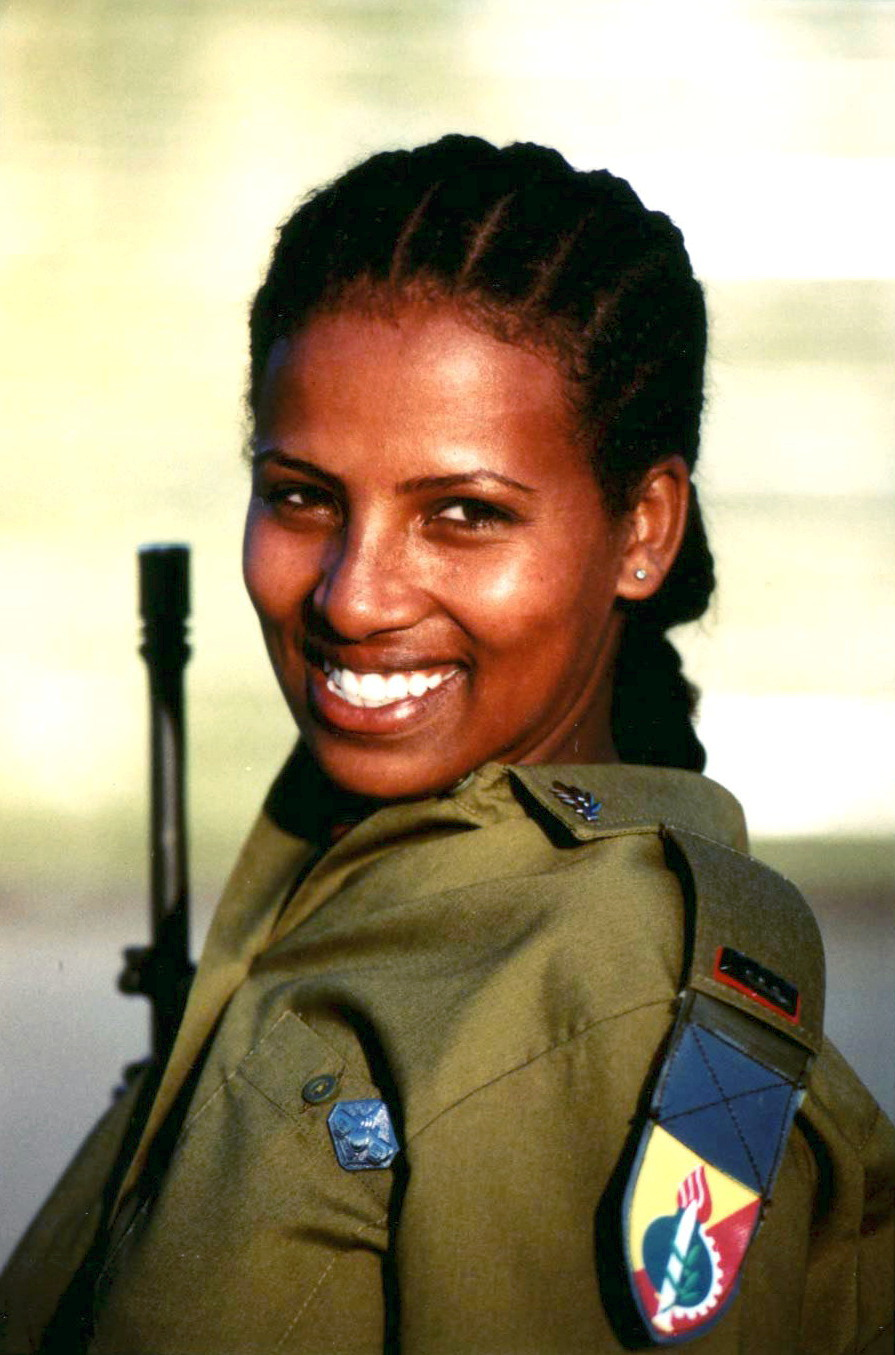
Primeira oficial de artilharia israelense de origem Beta Israel, 2001.

A piloto civil e engenheira aeronáutica Alice Miller fez uma petição com sucesso à Suprema Corte de Israel para decidir a favor dela fazer exames de treinamento de piloto com a Força Aérea de Israel (FAI), depois que ela foi rejeitada por motivos de gênero. Durante esse tempo, o ex-presidente e comandante da FAI, Ezer Weizman, se opôs abertamente à sua campanha. Embora Miller não tenha passado no exame, a decisão foi um divisor de águas e abriu portas para mulheres israelenses em novos cargos militares. As legisladoras aproveitaram o momento para redigir um projeto de lei que permitia que as mulheres se voluntariassem para qualquer cargo para o qual pudessem se qualificar.
Em 2000, uma emenda à Lei de Direitos Iguais das Mulheres de Israel com relação ao serviço militar afirma que "O direito das mulheres de servir em qualquer função nas FDI é igual ao direito dos homens". A emenda, redigida por mulheres legisladoras, concede oportunidades iguais às mulheres consideradas fisicamente e pessoalmente adequadas para um trabalho; a questão de exatamente quem e o que era "adequado" foi deixada a critério dos líderes militares caso a caso. Após a emenda, uma quantidade modesta de mulheres começou a se alistar em funções de apoio ao combate e combate leve em algumas áreas, incluindo o Corpo de Artilharia, unidades de infantaria e várias divisões blindadas. Em 2000, o Batalhão Caracal tornou-se um batalhão de infantaria misto de pleno direito. Muitas mulheres também se juntaram à Polícia de Fronteiras.
A primeira mulher piloto de caça israelense, Roni Zuckerman, recebeu suas asas em 2001. Em 2006, as primeiras pilotos e navegadoras se formaram no curso de treinamento da FAI e várias centenas de mulheres ingressaram em unidades de combate, principalmente em funções de apoio, como coletoras de informações, instrutoras, assistentes sociais, médicas e engenheiras. A Guerra do Líbano de 2006 marcou a primeira vez desde 1948 que soldados do sexo feminino estiveram ativos em operações de campo ao lado de soldados do sexo masculino. A mecânica de vôo de helicópteros Keren Tendler foi a primeira mulher soldado de combate israelense a ser morta em uma zona de guerra ativa após a aprovação da emenda. Em novembro de 2007, a FAI nomeou sua primeira vice-comandante de esquadrão.
Em 23 de junho de 2011, Orna Barbivai se tornou a primeira mulher aluf nas forças armadas israelenses após sua promoção ao cargo de comandante do Diretório de Recursos Humanos; ela foi a segunda mulher a servir no Estado-Maior. Em 2012, Merav Buchris se tornou a primeira mulher oficial de munições da FAI. Em 2013, pela primeira vez, uma soldado das FDI foi convocada para a Torá durante um serviço em uma base militar. No mesmo ano, o exército israelense anunciou que, pela primeira vez na história de Israel, permitiria que uma mulher transgênero servisse no exército como soldado do sexo feminino.
Em 2014, houve várias outras estreias para mulheres nas forças armadas israelenses: Oshrat Bacher foi nomeada a primeira mulher comandante de batalhão de combate de Israel; a primeira médica de combate foi nomeada para a unidade de elite Duvdevan; e supervisoras kashrut do sexo feminino foram autorizados a trabalhar em cozinhas em bases militares.

## Requisitos de serviço
O requisito de serviço militar obrigatório para mulheres judias-israelenses é de 24 meses, além de funções específicas que exigem um período de serviço de 30 meses. As mulheres podem ser dispensadas do serviço militar por motivos de consciência religiosa, casamento, gravidez ou maternidade. Uma mulher pode receber uma isenção por motivos religiosos nas seguintes condições:
1. Ela declarou que por motivos de consciência, ou modo de vida religioso, está impedida de prestar o serviço militar e provou isso a contento do comitê de isenção.
2. Ela mantém as leis da Kashrut em casa e fora dela.
3. Ela não viaja no Shabat.

As mulheres que chegam a Israel com 17 anos ou mais geralmente estão isentas do serviço militar, mas podem servir voluntariamente. Além disso, as mulheres geralmente não são convocadas para o serviço de reserva se forem casadas ou se tiverem mais de 24 anos.

## Funções de combate

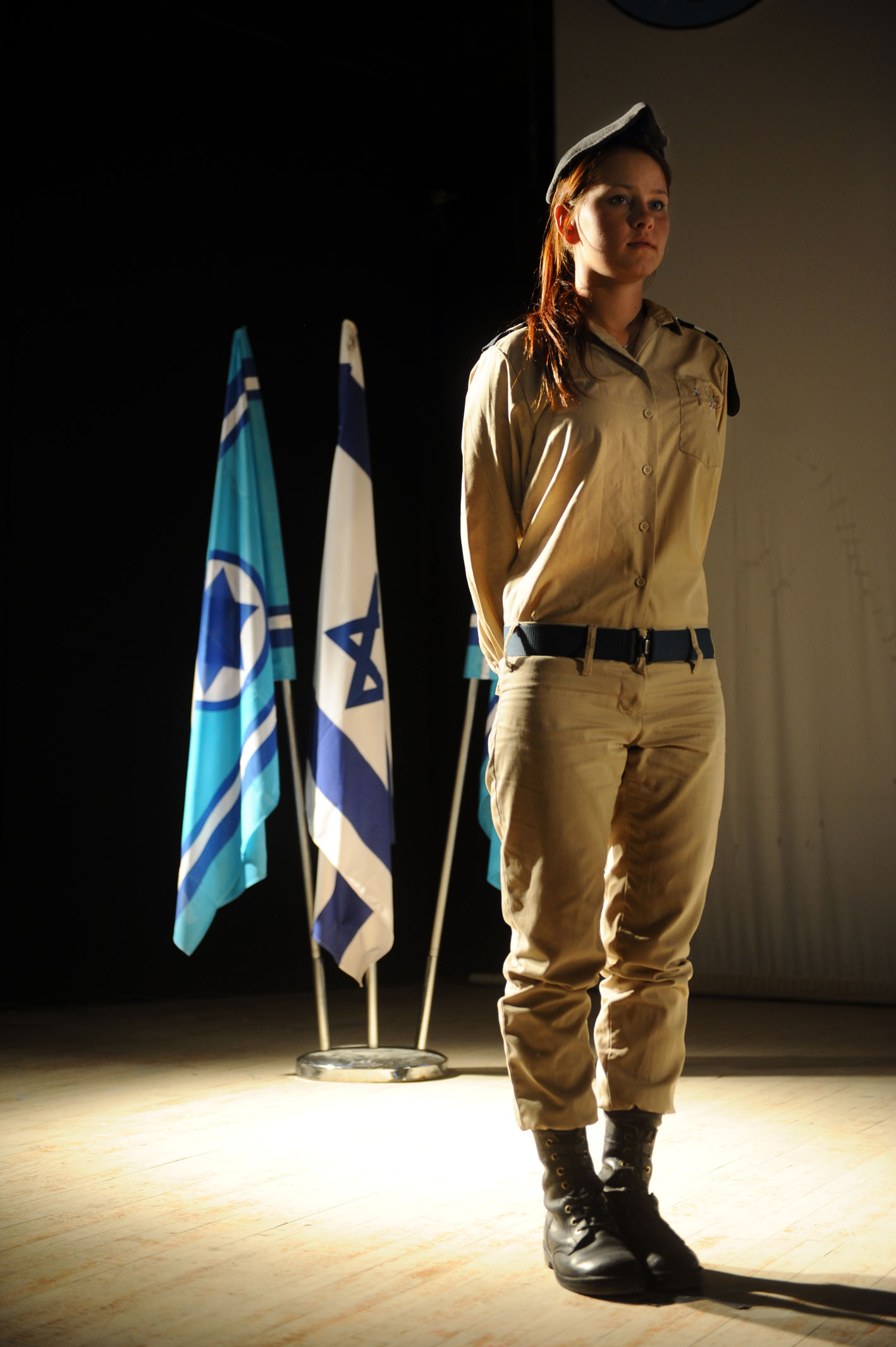
A médica israelense Anastasia Bagdalov, fotografada em 2012, recebeu uma comenda militar por seu papel durante os ataques do Sinai em 2011, onde tratou vários passageiros feridos.

A Cláusula 16A da Lei do Serviço de Defesa de Israel exige que todas as mulheres combatentes recrutadas sirvam na ativa por 2 anos e 4 meses e na reserva até os 38 anos de idade. A cada ano, 1.500 mulheres são recrutadas para as Forças de Defesa de Israel (FDI). As mulheres foram empregadas em funções de combate durante a Guerra da Palestina de 1947–1949; incidentes envolvendo o abuso de cadáveres de soldados do sexo feminino por tropas árabes levaram à decisão do gabinete israelense de retirar as mulheres do combate na linha de frente até 2000, quando o Batalhão Caracal foi criado.
Em 2014, o Tzahal nomeou Oshrat Bacher como a primeira mulher comandante de um batalhão de combate.
A opção de combate mais notável para as mulheres é o Batalhão Caracal de infantaria leve, no qual as mulheres representam 70% da força da tropa. Existem dois outros batalhões de infantaria mistos: o Batalhão Leões do Jordão e o Batalhão Bardelas. O Oketz, uma unidade canina das FDI, também recruta mulheres como soldados de combate. As mulheres também podem ingressar no Corpo de Coleta de Inteligência de Combate e servir como pessoal de busca e salvamento no Comando de Frente Interna das FDI. As mulheres podem servir como tripulações de tanques no Comando de Defesa de Fronteiras, composto por unidades que guardam as fronteiras de Israel com o Egito e a Jordânia.
Apesar de serem oficialmente classificadas como soldados de combate, as mulheres em funções de combate não são explicitamente destacadas em situações de combate. Espera-se que elas respondam no caso de uma situação de combate irromper, mas não são desdobradas em áreas onde há alto risco de combate. Os três batalhões de infantaria mistos e de tanques tripulados por mulheres são empregados em tarefas de patrulha de fronteira e segurança no Vale do Jordão, e soldados do sexo feminino são impedidos de ingressar nas brigadas de combate da linha de frente que são desdobradas em caso de guerra.

## Assessora de Assuntos de Gênero
Em 2000, o Corpo de Mulheres foi desmantelado para que as mulheres militares pudessem cair sob a autoridade de unidades individuais com base em seus cargos e não em seu gênero; elas também usariam a insígnia de suas unidades em vez da insígnia do Corpo de Mulheres. O cargo de Conselheira de Assuntos de Gênero do Chefe do Estado-Maior foi criado em 2001. As oficiais femininas que ocupam o cargo têm a responsabilidade de garantir mais oportunidades e um ambiente adequado para as mulheres militares, bem como saídas para o aprimoramento de suas habilidades. A missão da conselheira é descrita pelas forças armadas israelenses como "empoderar as mulheres, as FDI e a sociedade israelense, promovendo condições que permitam o uso ideal das capacidades das mulheres servindo nas FDI; promovendo oportunidades iguais para as mulheres durante o serviço militar; e assimilar as mulheres em posições de liderança militar."

## Isenções de serviço
Em 2020, 55% das mulheres elegíveis foram convocadas para o Tzahal. Daqueles que receberam isenção, 35-36% foram isentos por motivos religiosos. Uma lei aprovada em 1978 tornou automáticas as isenções para mulheres por motivos religiosos, mediante a assinatura de uma simples declaração atestando a observância de práticas religiosas ortodoxas. Esta legislação levantou considerável controvérsia, e as autoridades das FDI temiam que a isenção pudesse ser abusada por qualquer mulher não-religiosa que não desejasse servir e, assim, exacerbar ainda mais os já sobrecarregados recursos de pessoal das forças armadas israelenses. As mulheres dispensadas por motivos religiosos eram legalmente obrigadas a cumprir um período de serviço alternativo, o Sherut Leumi, fazendo o trabalho social ou educacional que lhes fosse atribuído. Na prática, porém, as mulheres prestavam esse serviço apenas de forma voluntária.

## Relatório do Comitê Segev (2007)
Em 2007, Elazar Stern, então chefe da Diretoria de Recursos Humanos, nomeou um comitê para definir o serviço feminino nas Forças de Defesa de Israel (FDI) na próxima década, com o objetivo de aumentar a igualdade de oportunidades para as mulheres. O comitê, chefiado por Yehuda Segev, apresentou seu relatório a Stern em setembro de 2007.

Em setembro de 2008, o relatório de 100 páginas foi apresentado a Gabi Ashkenazi, então Chefe do Estado-Maior, que expressou apoio à visão do comitê:
As FDI, como uma organização líder na sociedade israelense, designa o serviço de homens e mulheres para um serviço gratificante e respeitoso baseado na igualdade de oportunidades a serviço das FDI e do Estado de Israel.
A comissão pediu a anulação do modelo que vigora desde a década de 1950, segundo o qual o tempo de serviço e as opções de serviço de um soldado são amplamente determinados pelo gênero. Sobre este modelo, o relatório afirmou: "Este é um modelo arcaico que causa a subutilização dos recursos... de metade da sociedade israelense e fecha muitas oportunidades, tanto durante o serviço quanto para integração na sociedade após o serviço."
Em 2007, 12% de todos os empregos das FDI foram completamente fechados para mulheres. O relatório atribuiu parcialmente esse fechamento ao menor tempo de serviço para as mulheres recrutadas, que supostamente serviu como uma barreira para recrutar mulheres para os empregos mais importantes e mais requisitados. O comitê afirmou que as postagens de emprego militar são "em grande parte" determinadas pelo gênero, e não pelos talentos e habilidades de um soldado individual, e que a duração do serviço "deve depender exclusivamente do trabalho, e não do gênero".
O relatório aconselhou tornar mais difícil para as mulheres obterem isenção do serviço militar obrigatório e restringir o fenômeno comum de mulheres alegando falsamente isenções por motivos religiosos. Também disse que os critérios para isenções do serviço devem ser os mesmos para homens e mulheres. O painel recomendou quotas obrigatórias para a promoção de mulheres, com o objetivo de dar às mulheres uma “presença significativa” nos “altos escalões de decisão” dos militares. Além disso, pediu a criação de um sistema eficaz e bem financiado para garantir ambientes de trabalho adequados para soldados do sexo masculino e feminino, e para a elaboração de um "código de gênero" que estabeleça regras explícitas para a interação entre os dois sexos: "Deve haver nenhum trabalho ou unidade categoricamente fechada para mulheres ou homens. . . O serviço em todas as unidades, postos e missões seria conjunto, sujeito às regras de integração adequada."
O relatório propunha abrir todos os empregos para as mulheres, exceto um punhado que seria determinado por um comitê especial, cujas decisões exigiriam a aprovação do Chefe do Estado-Maior, do Ministro da Defesa e do Comitê de Relações Exteriores e Defesa do Knesset. Ele disse que o processo inicial de triagem e designação deve ser unificado para que homens e mulheres façam parte do mesmo sistema e recebam suas designações com base nos mesmos critérios, inclusive para aceitação em unidades de combate; o painel propôs implementar essa mudança gradualmente - ao longo de uma década.

## Problemas

### Objeções religiosas
Em 1950, Yitzhak HaLevi Herzog e Ben-Zion Meir Hai Uziel, ambos rabinos-chefe, emitiram uma decisão que proibia as mulheres de ingressar nas Forças de Defesa de Israel (FDI). Na década de 1980, Meir Kahane, um rabino de extrema-direita, opôs-se veementemente às mulheres que serviam nas FDI e defendeu o serviço nacional alternativo. Desde 2014, David Lau e Yitzhak Yosef do Rabinato Chefe de Israel se opuseram a mulheres religiosas servindo nas forças armadas, assim como Shmuel Eliyahu.
No entanto, Yair Lapid se opôs a essa posição e, consequentemente, fez campanha pela remoção de Lau e Yosef do Rabinato Chefe. Sobre o assunto, Naftali Bennett afirmou: "Acredito que todas as meninas devem fazer o serviço das FDI ou o serviço nacional. Com isso, o ataque aos rabinos por sua posição tradicional é um ataque inaceitável ao respeito que lhes é devido." O rabino ortodoxo Shai Piron também expressou seu apoio à liminar dos rabinos-chefes contra mulheres observadoras que se alistam nas FDI. Em 2003, Piron declarou: “Não conheço nenhum rabino que permitiria que [mulheres praticantes] servissem no exército. As autoridades haláchicas viram a realidade de uma perspectiva educacional e espiritual conjunta, essa visão os levou à sua conclusão haláchica… O problema com o serviço nas FDI é a atmosfera geral que não permite uma vida sem armadilhas [religiosas].”
Em resposta, o político Elazar Stern disse: "Há uma semana, os Rabinos-Chefes anunciaram que uma mulher servindo nas FDI resulta em uma aveira semelhante a Chillul Shabbos. Isso equivale a fazer um apelo às mulheres, pelo menos àquelas que se consideram religiosas, para não servirem nas FDI. . . Servi nas FDI por alguns anos e afirmo que as forças armadas não podem funcionar sem as mulheres, a menos que aumentemos o serviço dos homens para 4,5 anos. O preço que pagaremos pela convocação do conselho do Rabinato Chefe de que as mulheres não se alistem não é o de nossas filhas, mas as filhas desses mesmos rabinos que não servem." O rabino Shlomo Riskin de Efrat apoiou o alistamento de mulheres nas FDI. Em 2014, a associação Beit Hillel de rabinos religiosos nacionais emitiu uma decisão na lei judaica declarando que as mulheres podem servir nas FDI; no entanto, o rabino Shlomo Aviner afirmou que Beit Hillel não tinha autoridade para tomar tal decisão. De acordo com a Lei do Serviço de Defesa de Israel, as mulheres judias observantes têm a opção de serviço nacional alternativo em vez de se alistar nas FDI.
As FDI oferecem aos homens judeus haredi centros de recrutamento "livres de mulheres e laicos". Moshe Yaʽalon, ex-Chefe do Estado-Maior das FDI, expressou sua vontade de relaxar os regulamentos para atender às demandas dos rabinos ultraortodoxos. Os regulamentos relativos à igualdade de gênero já haviam sido relaxados para que os haredim pudessem ter certeza de que os homens não receberiam exames físicos da equipe médica feminina.

### Assédio sexual
No livro Israel and Its Army: From Cohesion to Confusion, Stuart A. Cohen argumentou que, antes da década de 1990, havia um consenso geral nas FDI de que "as proezas sexuais andam de mãos dadas com as realizações militares". Mesmo quando as atitudes sociais estavam mudando na década de 1980, as FDI ainda estavam inclinadas à tolerância e um alto oficial do exército alertou para não exagerar no "tópico fora de proporção". Em 1993, foi relatado que apenas 10% dos cerca de 1.000 casos de assédio sexual relatados anualmente são investigados. Relatos de assédio sexual contra mulheres nas forças armadas israelenses atingiram uma média de um caso por dia em 1999 – um aumento nas 280 denúncias recebidas em 1997.
Em 1998-1999, 54 oficiais foram expulsos das FDI sob a acusação de má conduta sexual, enquanto outros enfrentaram rebaixamento ou prisão. Em um caso de destaque, Yitzchak Mordechai foi acusado de agressão e assédio sexual. Outro caso envolveu a promoção do General Nir Galili, acusado de aliciar uma jovem recruta para relações sexuais. Esta questão levou à descrição das forças armadas israelenses pela escritora feminista americana Laura Sjoberg como uma "estufa para relações sexuais exploradoras" e uma força cuja cultura de luta é baseada em "libertinagem desenfreada". Embora as FDI tenham tentado conter o assédio sexual, ele continua sendo um problema. Em 2004, foi relatado que 1 em cada 5 mulheres soldados israelenses sofrem assédio sexual.

### A polêmica sobre cantoria
Em setembro de 2011, devido a uma proibição religiosa de homens ouvirem mulheres cantarem, nove cadetes religiosos praticantes no curso de oficiais das FDI saíram de um seminário noturno sobre o legado da Operação Chumbo Fundido, durante o qual uma banda composta por dois vocalistas homens e duas vocalistas mulheres subiram ao palco para cantar. O comandante da escola expulsou quatro deles depois que disseram que voltariam a desobedecer ordens em situações semelhantes. As FDI concordaram em reexaminar os regulamentos sobre esta questão, dada a crescente presença de soldados haredi em unidades de combate.

## Galeria

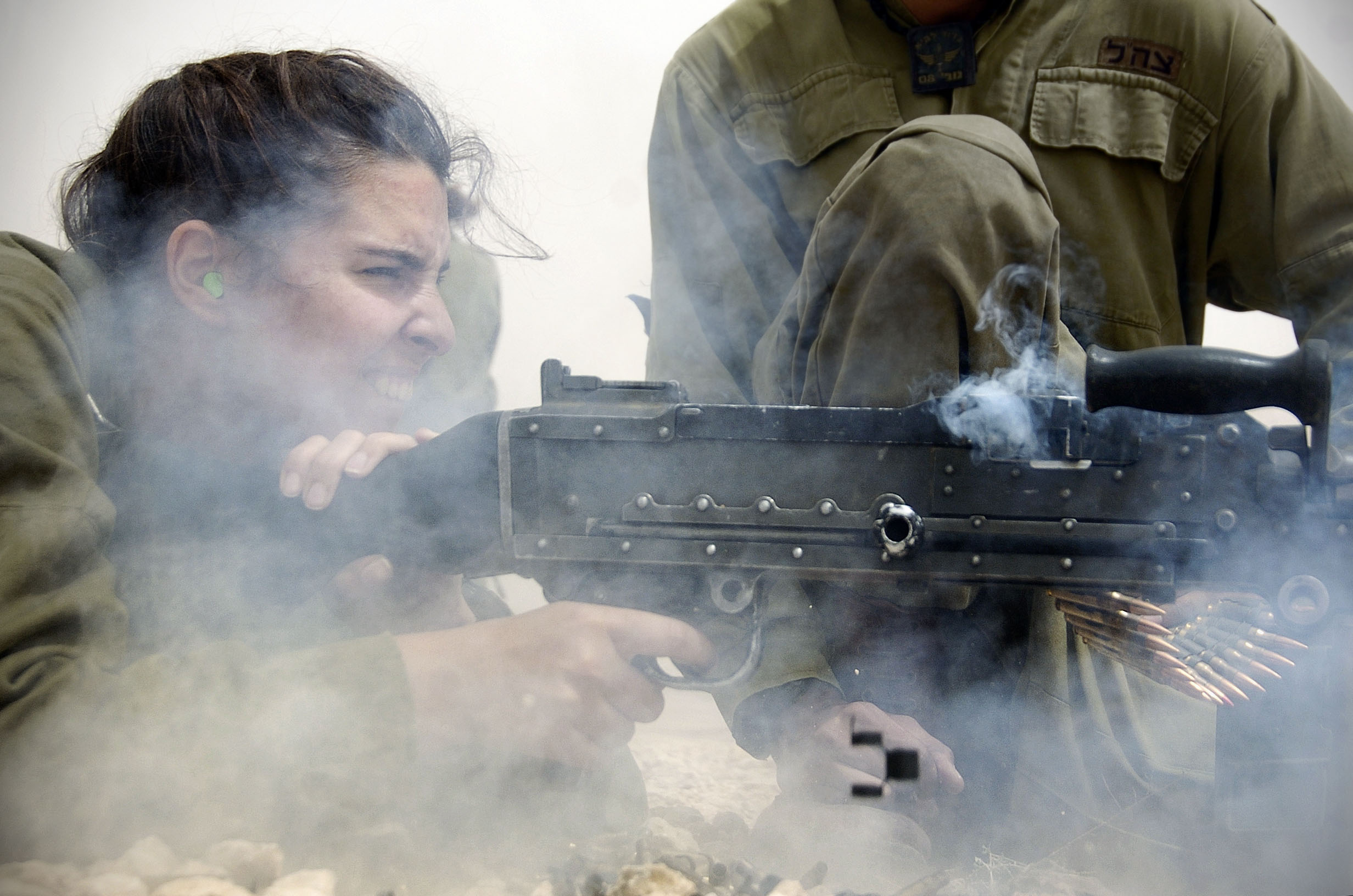
Instrutora de infantaria do Batalhão Caracal, 2011.
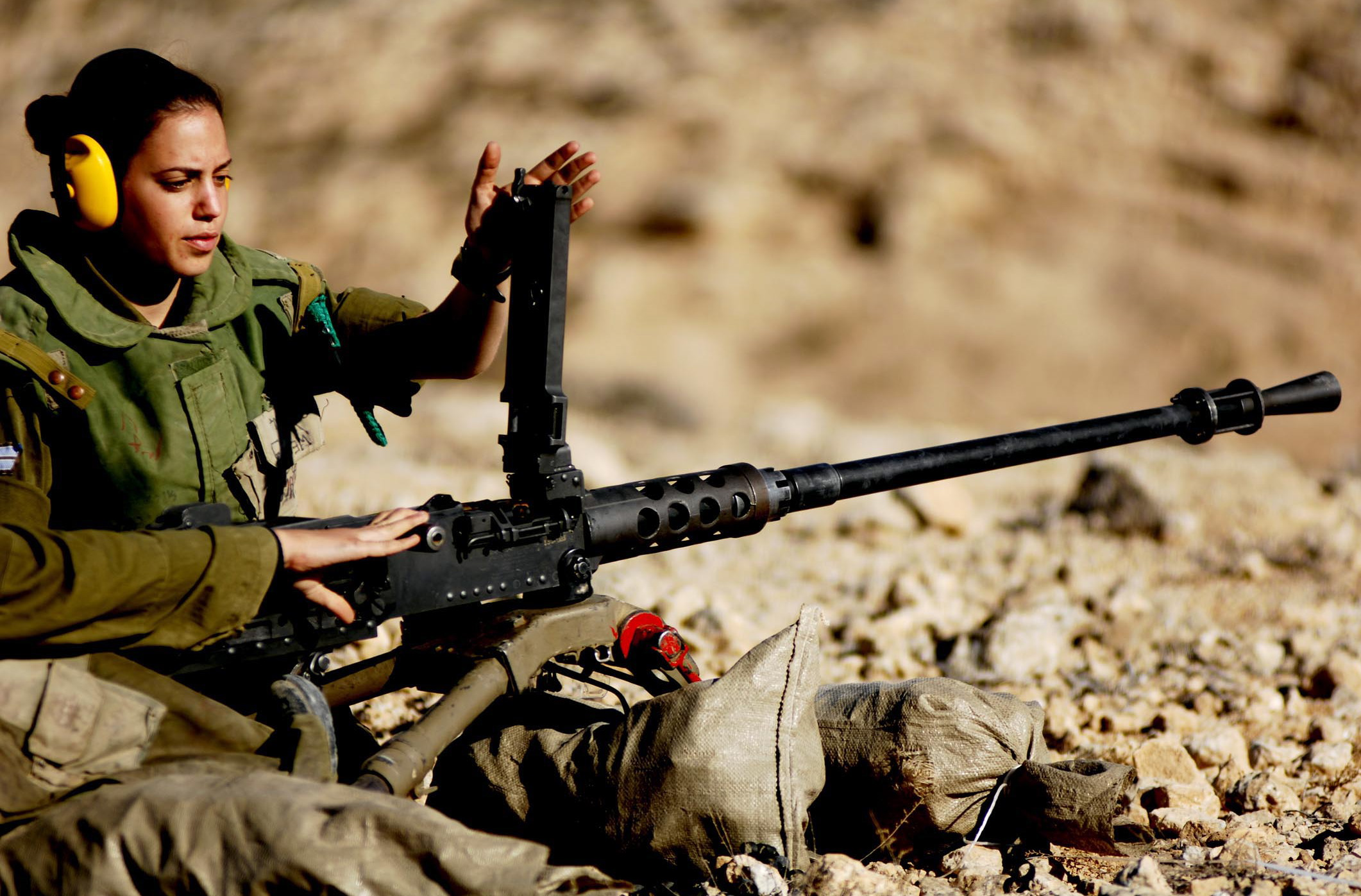
Instrutor de infantaria durante treinamento de campo no sul de Israel, 2006.
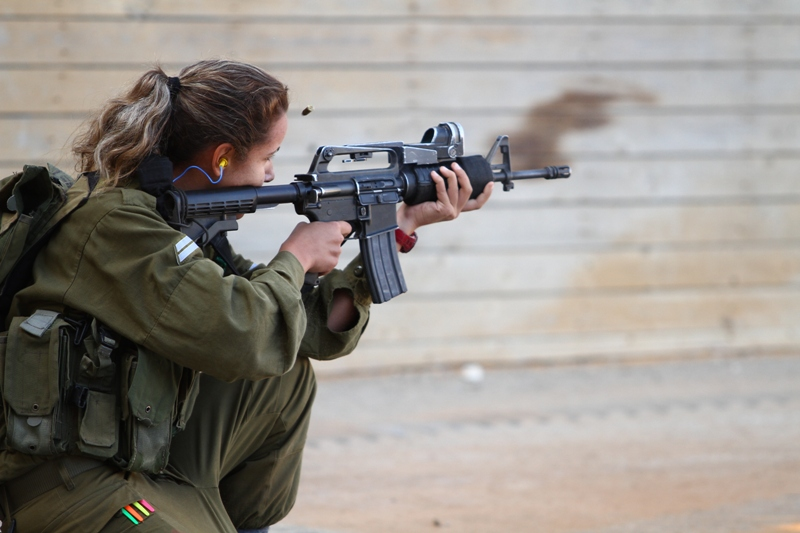
Soldado de combate durante a Competição de Aptidão Física de Combate das FDI, 2010.
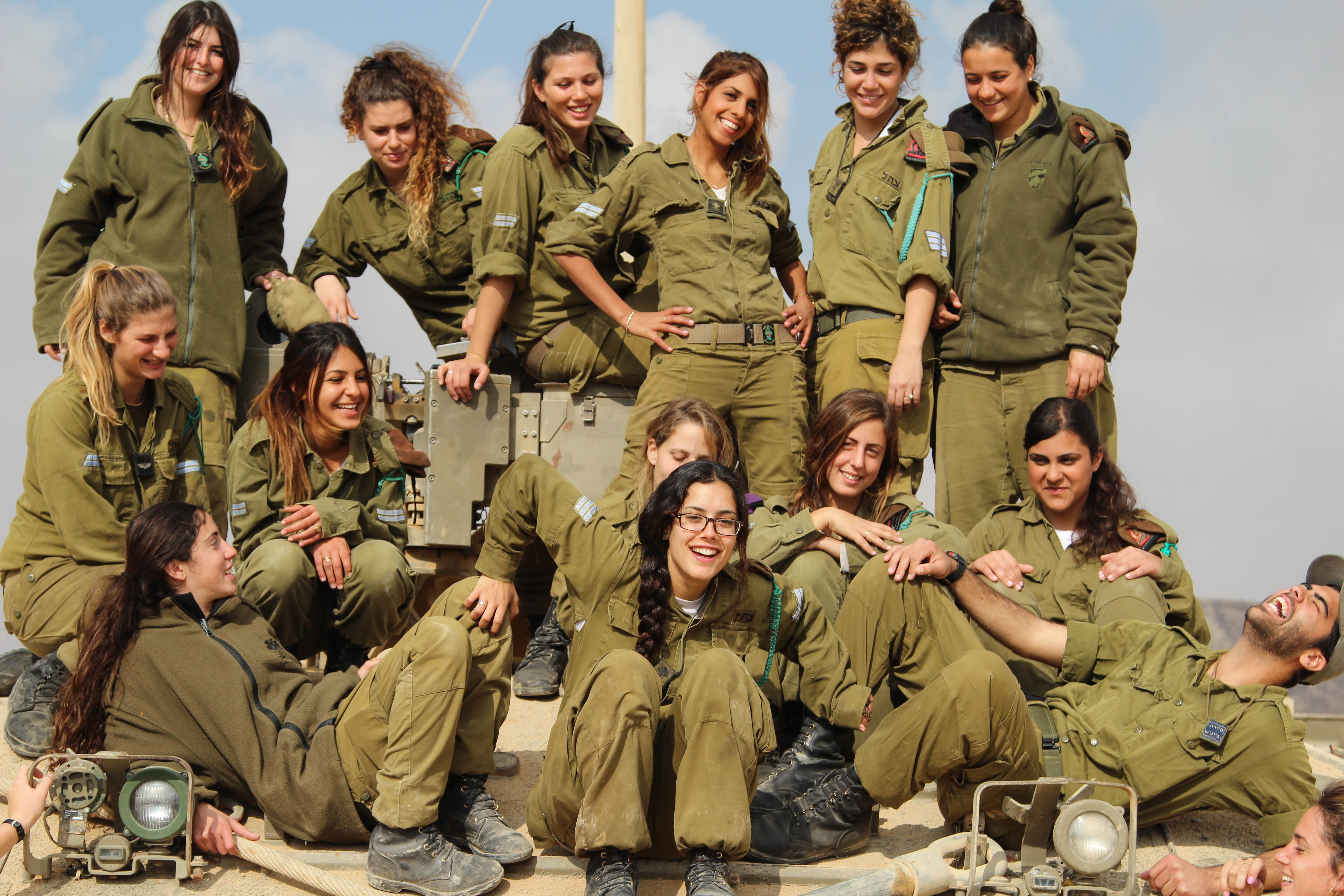
Instrutores de combate de tanques após um exercício militar, 2013.
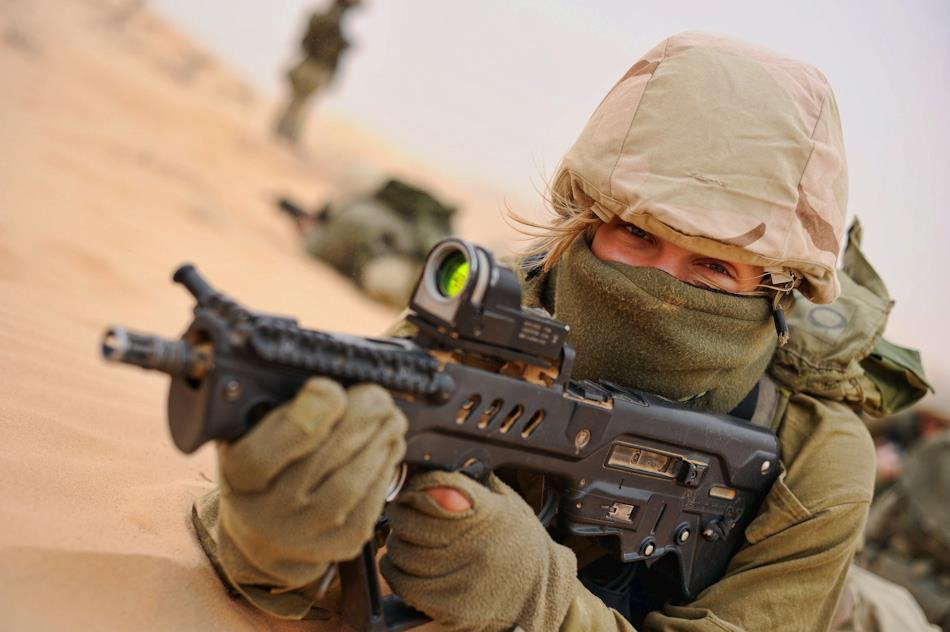
Soldado do Batalhão Caracal durante um exercício de campo, 2012.
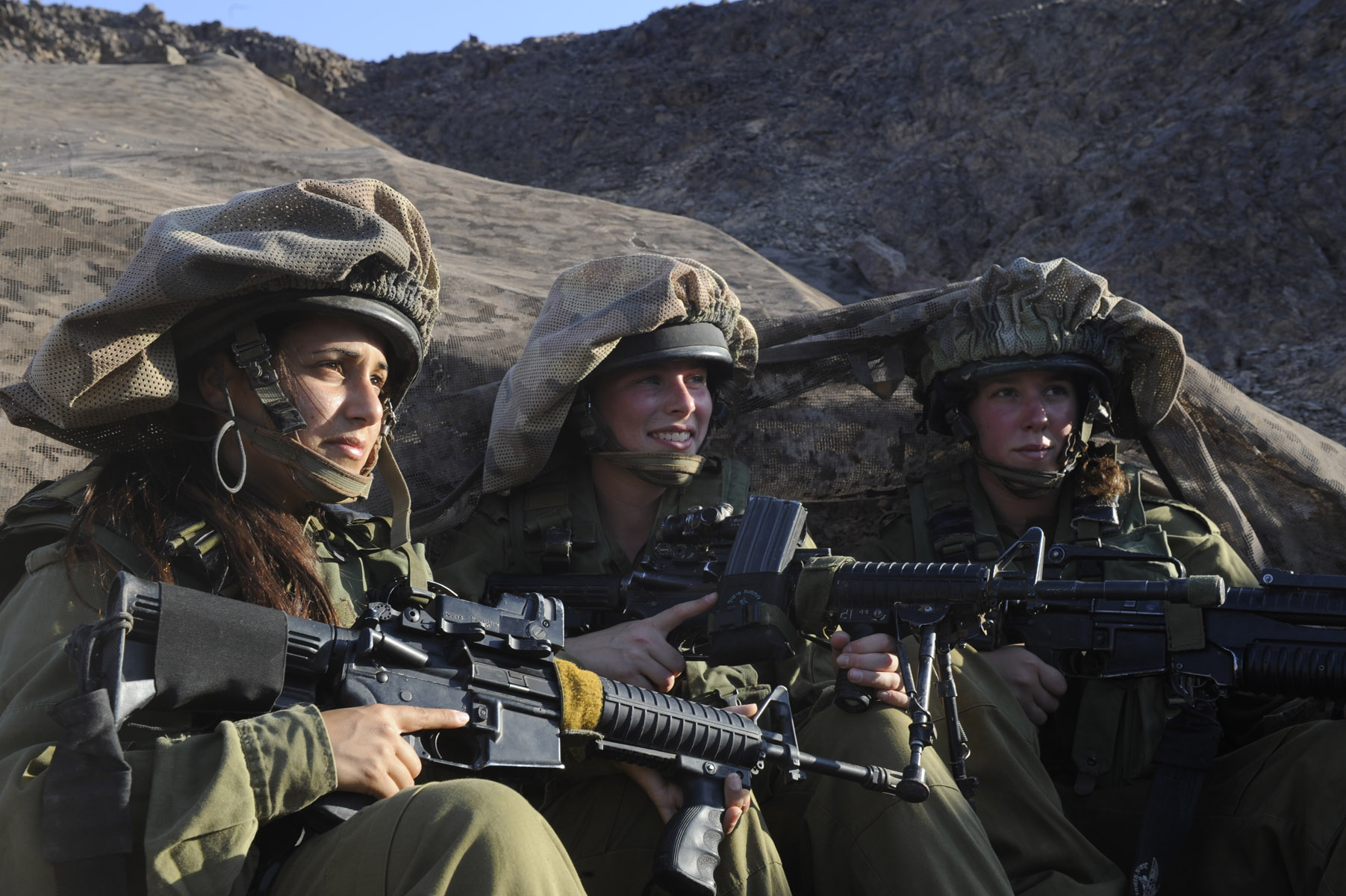
Unidade de combate de inteligência de campanha israelense feminina, 2011.
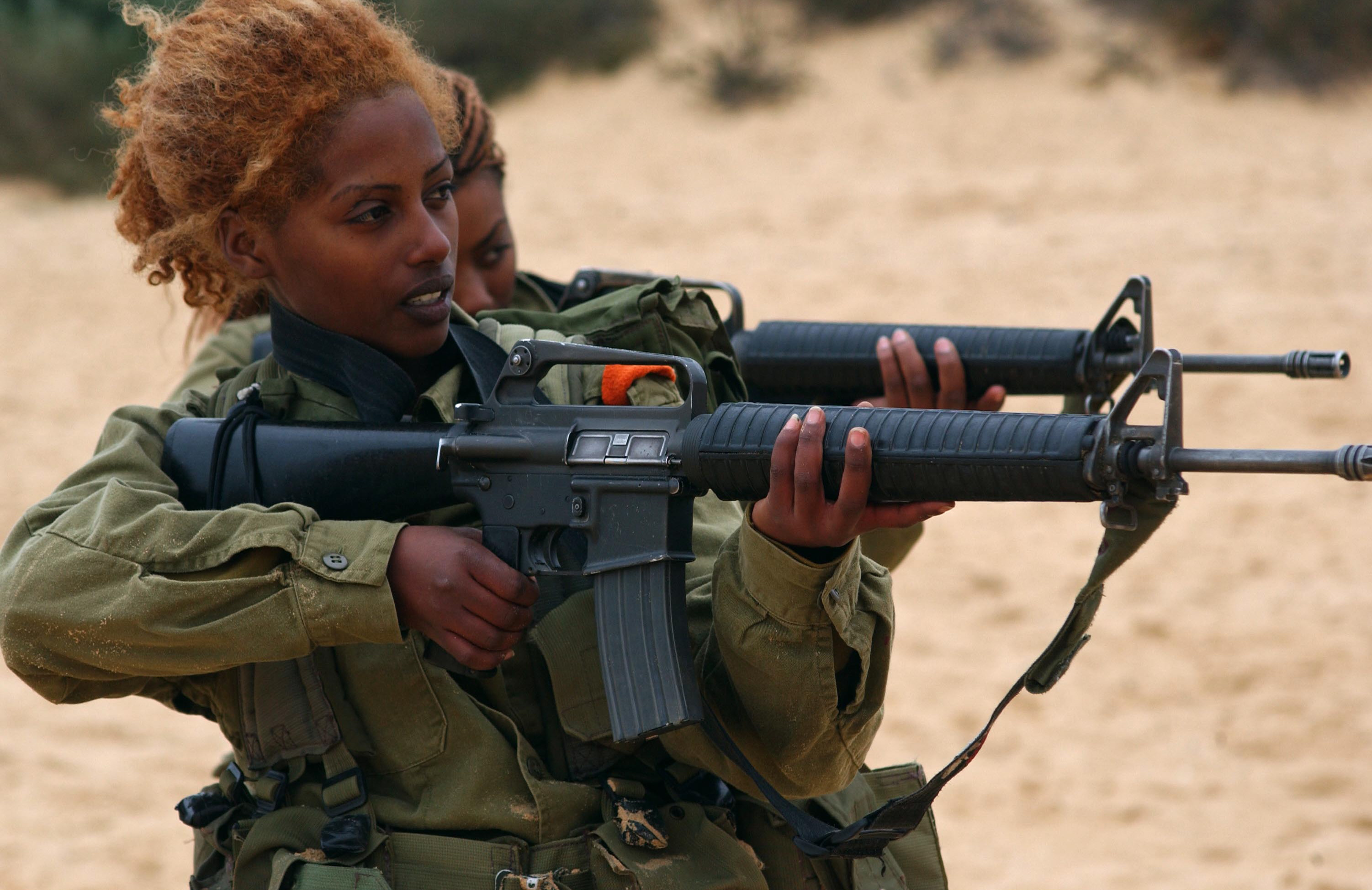
Soldados israelenses do sexo feminino durante o treinamento básico, 2006.
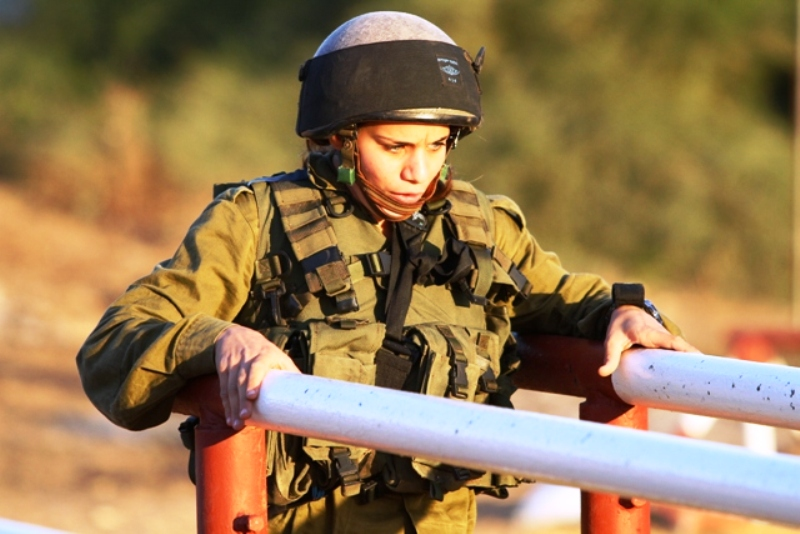
Soldado israelense com capacete OR-201 na pista de maneabilidade, 2010.